# Heidweiler
Heidweiler là một đô thị ở huyện Bernkastel-Wittlich, trong bang Rheinland-Pfalz, Đô thị Heidweiler có diện tích 10,29 km², dân số thời điểm ngày 31 tháng 12 năm 2006 là 199 người.